# Ives Gandra Martins
Ives Gandra da Silva Martins GOIH • ComMM (São Paulo, 12 de fevereiro de 1935) é um jurista, advogado, professor e escritor brasileiro, professor emérito da Faculdade de Direito da Universidade Mackenzie e membro da Academia Brasileira de Filosofia. 
É o pai do ministro do Tribunal Superior do Trabalho (TST) Ives Gandra Filho e da advogada Angela Vidal Gandra Martins, bem como irmão do pianista e maestro João Carlos Martins e do pianista e professor José Eduardo Martins.
Jurista de orientação conservadora, é membro da prelazia Opus Dei e umas das personalidades proeminentes do conservadorismo no Brasil.

## Biografia

### Formação acadêmica
Ives Gandra Martins formou-se em direito pela Faculdade de Direito da Universidade de São Paulo (FDUSP), em 1959. Na mesma instituição, concluiu especialização em direito tributário, em 1970, e em ciência das finanças, em 1971.
Tornou-se doutor em direito pela Faculdade de Direito da Universidade Mackenzie, em 1982.

### Advocacia
Como advogado, atua principalmente na área do direito tributário.
Foi conselheiro da seção paulista da Ordem dos Advogados do Brasil (OAB) de 1979 a 1984 e de 1987 a 1988, além de membro da Ordem dos Advogados Portugueses (OAP) de 1989 a 2005.
É sócio benemérito, conselheiro nato e foi presidente (1985-1986) do Instituto dos Advogados de São Paulo. É membro do Instituto dos Advogados Brasileiros.

### Trajetória na área docente
Foi professor de direito econômico e direito constitucional da Universidade Mackenzie de 1980 a 1992, tendo recebido o título de professor emérito dessa universidade em 1990.
Foi presidente e professor do Centro de Extensão Universitária e em 2011 recebeu o título de doutor honoris causa pela Pontifícia Universidade Católica do Paraná (PUC-PR).

### Outras associações
É membro da Academia Paulista de Letras (APL) desde maio de 1992, tendo-a presidido de 1994 a 1996, e membro da Academia Brasileira de Filosofia, ocupando a cadeira de número 30.
É membro do conselho editorial do Centro Interdisciplinar de Ética e Economia Personalista, um think tank neoliberal que faz parte da rede Atlas Network, uma organização sem fins lucrativos estadunidense, propagadora do libertarianismo.
É, também, conselheiro vitalício do São Paulo Futebol Clube, tendo sido presidente do Conselho Consultivo desse clube.

### Posições religiosas e políticas
Conservador e católico, foi um dos primeiros brasileiros a terem ingressado no Opus Dei, do qual é membro supernumerário. É considerado o porta-voz mais influente dessa prelazia na política nacional.
De 1962 a 1964, presidiu o diretório metropolitano do Partido Libertador em São Paulo.
Durante as eleições de 2018, assinou um manifesto de apoio ao candidato Jair Bolsonaro.
É fundador do think tank Instituto Brasileiro de Direito e Religião (IBDR), criado em 2018. Durante o governo Jair Bolsonaro (2019-2022), do qual Ives Gandra era apoiador, cinco integrantes do instituto foram nomeados para cargos no então Ministério da Mulher, da Família e dos Direitos Humanos, incluindo sua filha, Angela Vidal Gandra Martins, que posteriormente foi nomeada  secretária municipal de Relações Internacionais de São Paulo, durante a gestão do prefeito Ricardo Nunes.

#### Interpretação do art. 142 da Constituição e suposta tentativa de golpe de Estado por integrantes do governo Jair Bolsonaro
Em maio de 2020, publicou artigo no qual afirmou que, em caso de conflito entre os poderes estatais, as Forças Armadas poderiam ser acionadas para atuar como um "poder moderador" para "reposição da lei e da ordem". Esse entendimento foi contestado pela Ordem dos Advogados do Brasil (OAB) e criticado por juristas em diversas publicações, as quais apontaram a interpretação de Gandra como uma leitura incorreta do artigo 142 da Constituição. Lenio Streck afirmou que "o artigo cheirou a uma ameaça ao STF". A tese, difundida entre integrantes e apoiadores do governo Bolsonaro, foi apontada por jornalistas como golpista. O professor da UnB Luis Felipe Miguel considerou como "espúria" a interpretação do art. 142 e apontou Gandra como um reacionário e saudosista da ditadura militar. Gandra negou que sua interpretação sustentasse golpe de Estado, afastamento de ministros do STF ou rompimento com a ordem democrática.
Em 16 de junho de 2023, a revista Veja publicou reportagem segundo a qual Ives Gandra teria, em resposta a questionamentos encaminhados por um militar aluno do curso de Comando e Estado-Maior do Exército, sustentado a sua interpretação do art. 142 da Constituição Federal e opinado que o golpe de Estado de 1964 foi motivado por uma "imposição popular" que levou à deposição do governo de João Goulart. O ex-ajudante de ordens do presidente Jair Bolsonaro, tenente-coronel Mauro Cid, armazenou em seu telefone celular um arquivo intitulado “Análise Ideia Ives Gandra”, a partir do qual teria sido elaborado um passo a passo para o planejamento de um golpe de Estado após a derrota de Bolsonaro nas eleições de 2022. O plano incluía a anulação das eleições, a destituição de ministros do Supremo Tribunal Federal e do Tribunal Superior Eleitoral e uma "intervenção militar" no país. Cid ainda armazenou vídeos com declarações de Gandra em trechos retirados do YouTube sobre as Forças Armadas como um "Poder Moderador". A Polícia Federal concluiu que o ex-ajudante de ordens de Bolsonaro teria reunido os documentos "com o objetivo de obter o suporte jurídico e legal para a execução de um golpe de Estado". Gandra afirmou não conhecer Mauro Cid e que as respostas em questão diziam respeito a uma disciplina do curso de Comando e Estado-Maior, ministrada em 2017. Também negou que tivesse contrubuído ou prestado consultoria para um plano de golpe.
Em março de 2024, durante as investigações sobre a tentativa de golpe de Estado, o ex-comandante do Exército, general Freire Gomes, afirmou à Polícia Federal que integrantes do governo Bolsonaro se basearam na interpretação de Ives Gandra sobre o art. 142 da Constituição para tentar fudamentar juridicamente uma "operação especial" das Forças Armadas com o objetivo de impedir a posse do presidente eleito Luiz Inácio Lula da Silva e manter Jair Bolsonaro na presidência, hipótese que teria sido rechaçada por Freire Gomes. Ives Gandra declarou ao jornal Folha de S. Paulo: "Minha interpretação é que, se um dia houver um conflito entre Poderes e um Poder pedir às Forças Armadas, nesse caso poderia, para aquele ponto concreto, específico, exclusivo, jamais para desconstituir Poderes, decidir. E eu dizia que era hipótese que nunca aconteceria. A minha interpretação está claríssima, onde eu sempre disse que não poderia desconstituir Poderes. Claramente jamais numa Constituição democrática se admitiria a ruptura institucional".
Em abril de 2024, o Supremo Tribunal Federal, por unanimidade, rechaçou a tese de que as Forças Armadas poderiam funcionar como um "poder moderador" em caso de conflitos institucionais e definiu que a Constituição não permite uma “intervenção militar constitucional”.

## Condecorações
Em 2000, Gandra Martins foi admitido pelo presidente Fernando Henrique Cardoso à Ordem do Mérito Militar no grau de Oficial especial. Em 2003, foi promovido pelo presidente Luiz Inácio Lula da Silva ao grau de Comendador.
A 18 de julho de 2016, foi feito um grande-oficial da Ordem do Infante D. Henrique de Portugal, por ocasião da visita do Presidente Marcelo Rebelo de Sousa ao Brasil.

## Na mídia
Foi biografado em um documentário em 2005 por José Sales Neto, dirigido pelo advogado Luís Carlos Gomes e com as participações especiais da escritora Lygia Fagundes Telles e do poeta Paulo Bomfim bem como do maestro e seu irmão João Carlos Martins.